# Ibi Trier Mørch
Ibi Trier Mørch, født Elisabeth Trier Mørch (1. august 1910 i Slagelse – 8. august 1980 i København) var en dansk arkitekt og kunsthåndværker, mor til Dea Trier Mørch.
Hun var datter af arkitekt Ejvind Mørch og kunsthåndværker Gudrun Trier og voksede op i et kunstnerisk grundvigiansk højskolemiljø og den næstyngste i en børneflok på otte. Både faderen og moderen var udøvere af tidens skønvirkestil.
Ibi Trier Mørch ville være arkitekt, og hun tog afgang fra Kunstakademiets Arkitektskole i 1944. I studietiden arbejdede hun på forskellige tegnestuer, bl.a. i Sverige 1937-40, og hun blev venner med bl.a. Bent Salicath, Grethe Meyer og Erik Herløw. Ligesom disse blev Trier Mørch optaget af designområdet, der dengang var et ret nyt fænomen,
Samtidig påtog hun sig administrative opgaver. Hun var aktiv i De Studerendes Råd og fik bl.a. oprettet en børnehave på skolen, så hun og andre kvindelige studerende kunne få børnene passet. I tidsrummet 1942-46 var hun Arkitektskolens første sekretær, og senere blev hun en ledende skikkelse ved oprettelsen af Selskabet for Industriel Formgivning, hvor hun 1956-64 tillige var sekretær. Derudover var hun engageret i landsforeningen Dansk Kunsthåndværk. Hun var også en flittig skribent, hvis tekster optrådte i tidsskrifterne Dansk Kunsthaandværk og det svenske Form. I 1972 fremkom hendes bog Senge, der er en kulturhistorisk behandling af dette sovemøbel.
Hendes egen virksomhed blev indledt med nogle succesfulde sølvarbejder for A. Michelsens sølvsmedje 1949-52, bl.a. den populære seksarmede lysestage Bølgeslag (1950). I 1960 vandt hun guldmedalje på Triennalen i Milano for sine sølvkasseroller med elfenbenshåndtag (1951), og Museum of Modern Art i New York købte serien til museets samling. Hun fremstillede også te- og cigaretdåser og tepotter med ciselerede eller knækkede overflader.
Hun fik også opgaver som formgiver af glas. Hun samarbejdede således med Grethe Meyer, da de for Kastrup Glasværk udformede serierne Stub og Stamme (1959), der bestod af stabelbare drikkeglas i enkle former. Trier Mørch deltog i mange konkurrencer og vandt ofte præmier eller indkøb, bl.a. inden for områder som belysning, porcelæn og tekstil, men kun sjældent blev hendes frembringelser sat i industriel produktion.
Et anden af hendes virkefelter var udstillingsarbejde, der hun bl.a. samarbejdede med Åke Huldt paa Svensk Form og Göran Axel-Nilsson paa Röhsska Konstslöjdmuseet i Göteborg. Hun arrangerede udstillingerne Dansk sølv, Stockholm 1964, Nutidige skandinaviske smykker, Göteborg og New York 1964, Dansk brugskunst, Moskva 1970 og en stribe udstillinger i Maison du Danemark i Paris med emnerne Danske smykker i dag, Bogbinderkunsten i Danmark og H.C. Andersen og Frankrig. Hendes sidste udstilling var Ægget på Kunstindustrimuseet 1967.
Hun var lærer på Guldsmedehøjskolen 1951-53 og på Kunstakademiets afdeling for industriel design 1956-64. Hun var blevet tilbudt mange attraktive faste stillinger, som hun takkede nej til, da hun ønskede at beholde sin handlefrihed som designer. Samtidig afslog hun at lade sig forpligte af ægteskab, selvom hun havde to børn. Børnene ville hun opdrage selv uden indblanding udefra, hvilket genererede langtrukne konflikter med myndighederne, som truede for at få oplysninger om faderskabet, hvilket hun kategorisk nægtede. Sagen endte i byretten, hvor en dommer accepterede hendes synspunkt på betingelse af, at hun betalte en symbolsk bøde på 50 kr. Hendes stædighed var modig i et samfund, hvor sagen om Inger Merete Nordentoft havde sat dagsordenen.
Hendes sociale og politiske engagement viste sig i, at hun lod sine børn oprette arbejdskollektivet Røde Mor på sit landsted Tre Løver på Tuse Næs ved Holbæk Fjord. Samtidig var Ibi Trier Mørch selv med i kollektivet, der bl.a. talte hendes børn, forfatteren og grafikeren Dea Trier Mørch og arkitekten og fotografen Andreas Trier Mørch samt de andre familiemedlemmer, Troels, Jacob og Lars Trier samt Ole Finding m.fl.